# 반계 윤웅렬 별장
반계 윤웅렬 별장(磻溪 尹雄烈 別莊) 또는 반계 윤웅렬 별서(磻溪 尹雄烈 別書)는 대한제국 시기에 법부대신과 군부대신을 지낸 반계 윤웅렬이 당시 도성 내에 유행하던 성홍열 등을 피해 지내기 위해 도성 밖 경승지로 첫 손에 꼽히던 창의문 밖 부암동에 조성한 별장이다.
1905년 6월에 착수, 1906년 3월 이전에 2층의 벽돌조 양풍 양식으로 건립되었다. 1911년 윤웅렬이 세상을 떠난 후에는 그 셋째 아들인 윤치창이 상속받아 안채 등 한옥 건물을 추가로 조성하여 오늘날과 같은 형태가 되었다.
1977년 3월 17일 서울특별시 민속자료 제12호 부암동 윤웅렬대감가로 지정되었다가, 2006년 7월 6일 반계 윤웅렬 별서로 명칭이 변경되었고, 이후 현재의 명칭으로 다시 변경되었다.

## 개요
독립운동가 겸 계몽사상가, 정치인 윤치호의 아버지이며 조선 말기의 무신인 윤웅렬이 조선 말기 창의문 밖 경승지의 땅을 매입하고 1906년 초, 지은 별장이다. 나중에 벽돌로 지은 서양식 2층 건물로 개조하였다가, 윤웅렬 사후 윤치창이 상속받고 안채 등 다시 한옥 건물을 추가로 지었다.
이 집은 경사진 언덕 위에 석축을 쌓고 약간 북쪽으로 방향을 틀어 동향〔庚坐甲向〕하여 자리잡았는데, 넓은 정원을 지나면 전면 높은 석축 위에 행랑채가 있고, 그 안에 사랑채와 안채가 각각 왼쪽과 오른쪽에 위치해 있다.
대문간이 있는 행랑채는 정면 5칸, 측면 1칸의 '一'자형 평면으로, 1칸 대문간 좌우로 각각 방 2칸이 있다. 막돌쌓기 기단 위에 사다리꼴 모양의 주춧돌을 놓아 사각기둥을 세웠으며, 가구(架構)는 3량이고, 홑처마 맞배지붕으로 되어 있다. 대문을 들어서면 바로 앞으로 보이는 사랑채는 'ㄷ'자형 평면을 하였는데, 한옥 뒷부분에 자리한 2층 붉은 벽돌 건물이 이 별서 건물군(建物群) 가운데 가장 먼저 지어진 것이다.
안채는 사랑채 북쪽에 위치하였는데, 대문간을 들어와 오른쪽으로 꺾여 안마당으로 들어가게 되어 있다. 안채는 전형적인 서울·경기지방의 'ㄱ'자형 평면을 바탕으로 하여 'ㄷ'자형 평면에 가깝게 구성되었다. 회첨골을 이룬 곳에 2칸 크기의 안방이 위치하였고, 안방 왼쪽으로 정면 2칸 크기의 대청과 1칸 건넌방이 차례로 있다. 안방에서 앞으로 꺾여 나온 곳에는 각각 1칸 크기의 부엌과 찬방이 차례로 자리잡았다. 대청은 우물마루를 깔았으며, 전면에는 세살덧문을 달았고 그 안에 유리분합문을 달았다.
대청ㆍ안방ㆍ부엌ㆍ찬방 앞에는 'ㄱ'자로 이어지며 좁은 널마루를 깐 쪽마루가 놓였다. 건넌방 앞에는 세살덧문을 단 누마루 반 칸이 앞으로 돌출되었고, 이 곳에 아궁이가 설치되어 있다. 건넌방 앞에 누마루를 둔 것은 대한제국시기 전통가옥의 변천 과정을 보여준다.

## '반계 윤웅렬 별서'로 명칭 변경사유
서울특별시 민속자료 제12호는 윤치호(尹致昊,1865년~1945년)의 아버지로 대한제국 시기에 법부대신(法部大臣)과 군부대신(軍部大臣)을 지낸 반계(磻溪) 윤웅렬(尹雄烈,1840년~1911년)이 당시 도성 내에 유행하던 성홍열(猩紅熱, scarletfever)을 피해 지내기 위해 도성 밖 경승지로 첫 손에 꼽히던 창의문 밖 부암동에 조성한 일종의 별장 유적이다. 1905년 6월에 착수해 1906년 3월 이전에 완공되었는데 2층의 벽돌조 양풍 양식으로 지어졌다. 1911년 윤웅렬이 세상을 떠난 후 그 셋째 아들인 윤치창(尹致昌)이 상속받아 안채 등 한옥 건물을 추가로 조성했다. 이와 같은 동 문화재 조성연대, 조성자, 용도 및 성격, 문화재청의 중요민속자료 지정명칭 부여기준 등을 종합적으로 고려하여 문화재 지정명칭을 <부암동 윤응렬대감가(付岩洞 尹應烈大監家)>에서 <반계 윤웅렬 별서(磻溪 尹雄烈 別墅)>로 변경하고자 한다. 아울러 문화재 지정대상도 1977년 지정 당시 ‘일곽’이라는 불확정 개념으로 고시되었고, 동 유적 가운데서 최초 조성되고 유적의 성격을 가장 상징적으로 잘 보여주는 2층 벽돌조 양풍 건물은 사실상 ‘일곽’에서 제외되어 있었던 바 동 2층 벽돌조 양풍 건물을 중심으로 하여 추가 조성된 한옥까지를 포함, 문화재 지정대상을 총 3동으로 명시함으로써 문화재 관리의 정확성과 효율성을 제고하고자 한다.

## 기타
반계 윤웅렬 별장은 도성 밖의 인왕산 북쪽 계곡에 세워진 별장으로서 외국으로부터 도입된 근대 건축 양식이 주택에 적용되었다. 안채는 근대 서울 한옥의 변화상을 보이고 있다.

## 같이 보기
- 부암정
- 윤웅렬
- 윤치호
- 윤치창
- 전동장
- 윤보선 대통령 가옥
- 윤치호 묘역

## 참고 자료
- 반계 윤웅렬 별장 - 국가유산청 국가유산포털

 본 문서에는 서울특별시에서 지식공유 프로젝트를 통해 퍼블릭 도메인으로 공개한 저작물을 기초로 작성된 내용이 포함되어 있습니다.